# Крюково (Палкинский район)
Крюково — деревня в Палкинском районе Псковской области России.
Входит в состав Новоуситовской волости.
Расположена на правом берегу реки Великая, в 20 км к юго-востоку от посёлка Палкино и в 2 км к востоку от деревни Новая Уситва.
Население — 122 человека (2000 год).